# 미테구
미테구(독일어: Bezirk Mitte는 독일 베를린의 구이다. 베를린의 12개 구 중 프리드리히스하인크로이츠베르크구와 더불어 예전에 동베를린과 서베를린으로 나뉘었던 구이다. 미테구는 베를린의 역사적 중심 지역으로, 박물관섬을 비롯하여 국가의회 의사당, 베를린 중앙역, 체크포인트 찰리, 텔레비전탑, 브란덴부르크 문, 운터덴린덴, 포츠담 광장, 알렉산더 광장 등 베를린의 주요한 관광지를 포함하고 있다.

## 자매 도시
- 일본 히가시오사카시 (1959년~)
- 이스라엘 홀론 (1970년~)
- 독일 보트로프 (1983년~)
- 독일 슈발름에더크라이스 (1992년~)
- 일본 도쿄도 신주쿠구 (1994년~)
- 일본 쓰와노정 (1995년~)
- 프랑스 투르쿠앵 (1995년~)
- 헝가리 부다페스트 6구 테레즈바로시 (2005년~)
- 러시아 모스크바 중앙 행정구 (2006년~)